# 納孔德縣

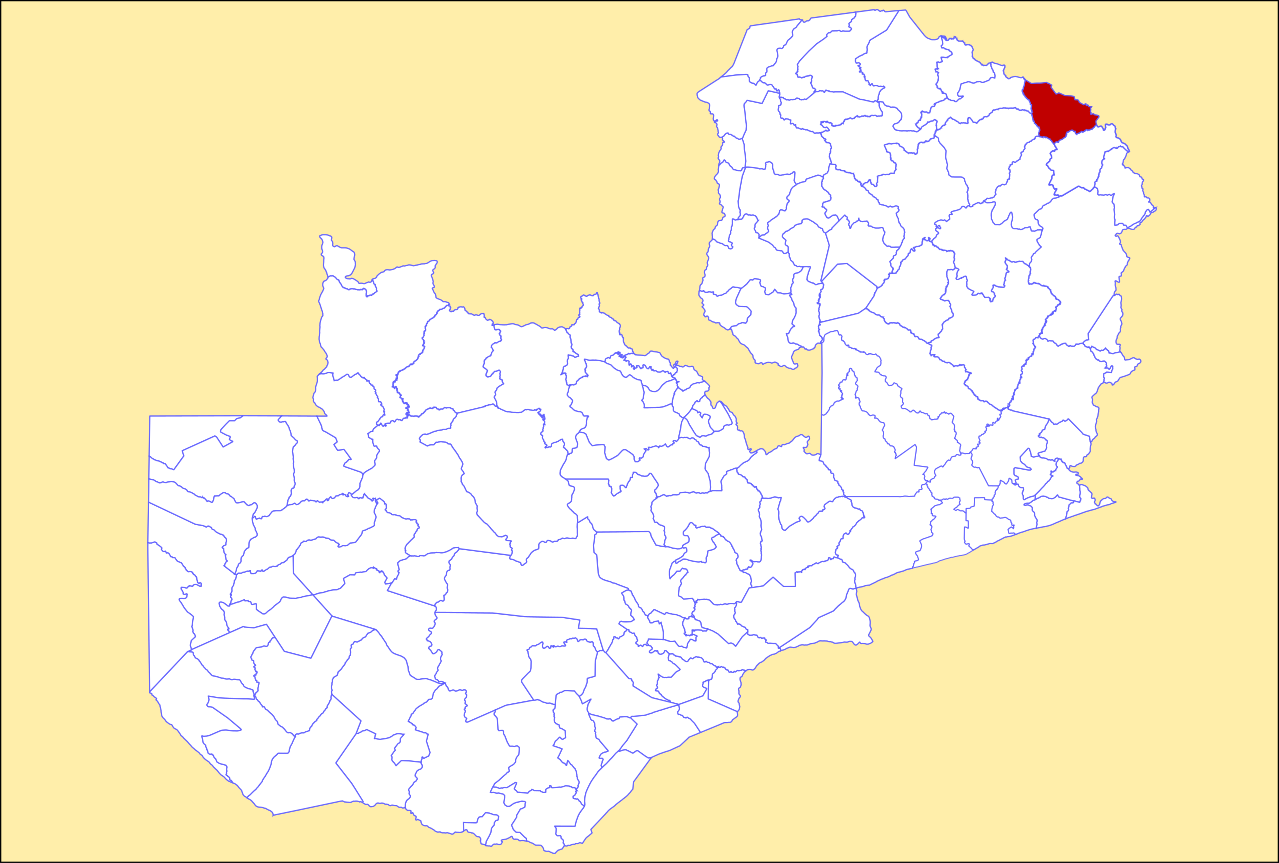

9°20′01″S 32°45′21″E / 9.3336°S 32.7558°E
納孔德縣（英語：Nakonde District），是贊比亞的縣份，位於該國東北部，由穆欽加省負責管轄，首府設於納孔德，面積4,621平方公里，2010年人口119,708，人口密度每平方公里25.9人。